# ライターズ・ブロック

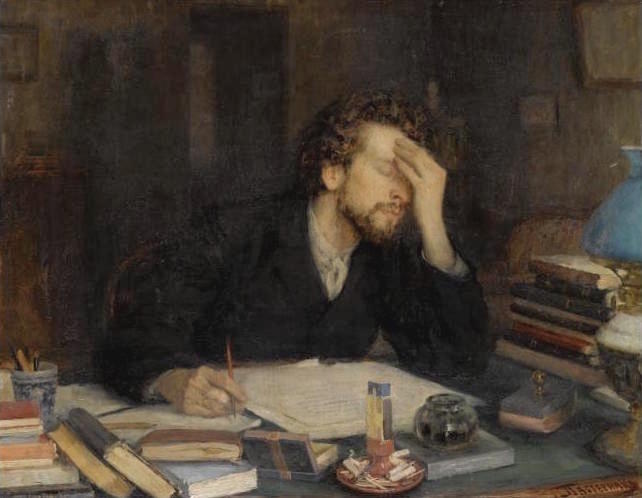
レオニード・パステルナークが描いたライターズ・ブロック

ライターズ・ブロック (英語: writer's block) とは、主に執筆に関して、作家が新しい作品を生み出す能力を失ったり、創作上の低迷を経験したりする状態である。新しい作品を書いたり作ったりする能力の喪失は、対人関係の問題や、執筆技術の欠如に由来するものではない。この状態は、独自の発想を思いつくことが困難になるといったものから、長年にわたって作品をひとつも生み出せないといったものまで、多岐にわたる。ライターズ・ブロックの状態であるかどうかは、執筆せずに経過した時間だけで測られるわけではなく、目の前の仕事に取り組まずに経過した時間によって測られる。歴史を通じて、ライターズ・ブロックの問題は文書によって立証されている。ライターズ・ブロックに苦しんだことのある専門家として、作家のF・スコット・フィッツジェラルド、ジョゼフ・ミッチェル、漫画家のチャールズ・M・シュルツ、作曲家のセルゲイ・ラフマニノフ、シンガー・ソングライターのアデルなどがいる。初期のロマン主義の作家たちは、この話題について十分に理解していなかった。彼らは、これ以上は作家に書いて欲しくないと望む勢力がライターズ・ブロックの原因であると考えていた。その後、フランスの象徴主義の時代には、メッセージを伝える言語を見つけられずにキャリアの早い段階で筆を折った詩人たちの存在が認知されて、ライターズ・ブロックへの理解が深まった。グレート・アメリカン・ノヴェルの時代には、作家の邪魔をして、彼らに精神的な不安定をもたらすものとしてライターズ・ブロックは広く認識されるようになった。この話題に関する研究は1970年代後半から1980年代にかけて行われた。この時代の研究者たちはプロセス運動とポスト・プロセス運動から影響を受けていたことから、とりわけ作家の執筆の過程に焦点を当てた。ライターズ・ブロックは、1947年、オーストリアの精神分析家のエドムンド・バーグラーによって初めて説明された。精神分析の評判がアメリカ合衆国で高まるにつれて、この言葉は広く知られていった。しかし、『白鯨』を書いたハーマン・メルヴィルが、その数年後に小説の執筆をやめるなど、バーグラーがライターズ・ブロックを取り上げる前に、この状態を経験している作家たちは存在していた。